# جون دير
جون دير (بالإنجليزية: John Deere)‏ (عاش بين7 فبراير 1804 و 17 مايو 1886) أحد رجال الصناعة الأمريكية، مؤسس شركة جون دير.

## حياته
ولد جون ديري في روتلاند (فيرمونت، الولايات المتحدة الأمريكية) 7 فبراير 1804 وعمل جون مدة أربع سنوات كحدّاد. و بدأ في تطوير حرفته وسوّق أول المحراث القلاب من الصلب، شجع التقدم التقني الهجرة إلى السهول العظمى بالولايات المتحدة الأمريكية في أواخر القرن التاسع عشر وأوائل القرن العشرين. في عام 1843، بدأ جون دير تصدير الصلب من إنجلترا و في عام 1837 قام بإنشاء مصنع في باريس.